# 阿尔巴之星航空
阿尔巴之星航空（Alba Star S.A.，通常简写为AlbaStar）是一家西班牙的提供包机和班机服务的航空公司。总部设在马略卡岛帕尔马机场。阿尔巴之星航空由意大利公司控股。

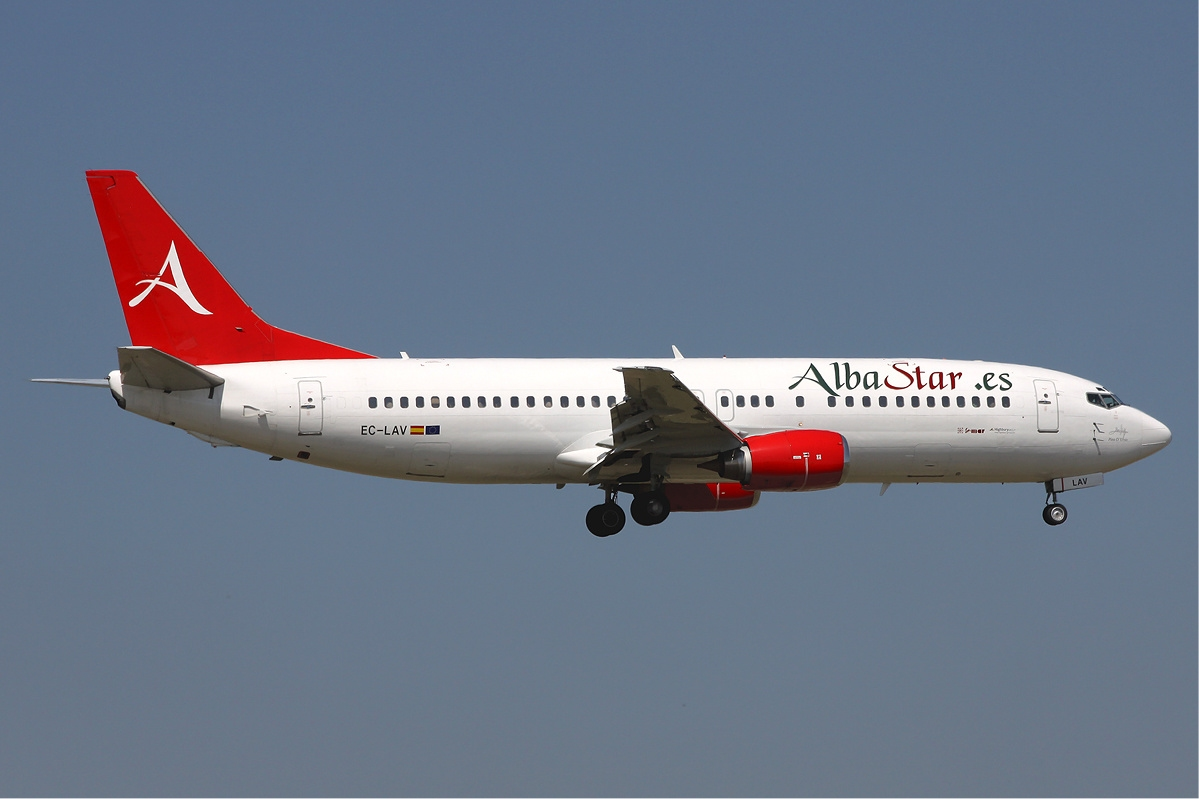
一架阿尔巴之星航空波音737-400飞机